# Malcolm Miller
Malcolm Miller (Laytonsville, 6 marzo 1993) è un cestista statunitense, professionista in NBA, in NBDL e in Europa.

## Carriera
Dopo aver trascorso la stagione 2015-2016 con i NBA Development League con i Maine Red Claws e la stagione seguente in Germania all'Alba Berlino, Miller ha debuttato in NBA nel 2017-2018 quando ha giocato 15 partite con i Toronto Raptors. Con la franchigia canadese è rimasto per tre anni, durante i quali ha alternato presenze in NBA ad altre nella lega di sviluppo con la squadra dei Raptors 905. Durante questo periodo ha collezionato complessivamente 53 presenze in NBA, con una media di 2,0 punti in 6,7 minuti di media. Avendo fatto parte della squadra che nel giugno 2019 ha conquistato il titolo, Miller è di fatto campione NBA, anche se la sua partecipazione a quei play-off è stata limitata a 10 apparizioni a 2,8 minuti di media ed anche se nell'arco delle intere Finals vinte contro Golden State ha giocato soli 51 secondi in gara 3.
Nel dicembre 2020, gli Utah Jazz lo hanno ingaggiato con l'intento di girarlo alla squadra dei Salt Lake City Stars affiliata nella lega di sviluppo.
Il 29 agosto 2021 è stato annunciato il suo approdo alla Vanoli Cremona, club che si apprestava a disputare il campionato di Serie A 2021-2022. Il 5 dicembre, durante la trasferta di Napoli, si è procurato una lesione al bicipite femorale, con uno stop previsto di 40 giorni. Durante la fase di riabilitazione dall'infortunio, tuttavia, una lesione all'adduttore a gennaio lo ha costretto ad un'altra assenza, questa volta superiore alle dieci settimane. Il 24 gennaio la società lombarda ha comunicato la rescissione con il giocatore, che ha così terminato la sua parentesi cremonese con 9,3 punti in 22,8 minuti di media nelle nove partite di campionato da lui giocate.
Successivamente ha avuto brevi parentesi a Porto Rico con i Caciques de Humacao, a Taiwan con i Formosa Dreamers e nella massima serie francese con il Limoges CSP, con cui ha viaggiato a 5,0 punti di media in quattro partite.
Nell'agosto 2023 è tornato a far parte di una squadra italiana con l'ingaggio da parte dell'UCC Assigeco Piacenza, formazione militante in Serie A2.

## Statistiche
| † | Denota le stagioni in cui ha vinto il titolo |

### NCAA
| Anno      | Squadra            | PG  | PT | MP   | TC%  | 3P%  | TL%  | RP  | AP  | PRP | SP  | PP   |
| --------- | ------------------ | --- | -- | ---- | ---- | ---- | ---- | --- | --- | --- | --- | ---- |
| 2011-2012 | H. Cross Crusaders | 21  | 3  | 9,7  | 45,0 | 30,0 | 90,0 | 2,1 | 0,6 | 0,3 | 0,5 | 2,4  |
| 2012-2013 | H. Cross Crusaders | 27  | 26 | 26,8 | 40,0 | 30,0 | 60,3 | 5,4 | 1,6 | 0,6 | 0,8 | 5,7  |
| 2013-2014 | H. Cross Crusaders | 34  | 34 | 30,5 | 46,5 | 41,9 | 76,2 | 5,7 | 2,1 | 0,9 | 1,9 | 11,0 |
| 2014-2015 | H. Cross Crusaders | 30  | 30 | 31,7 | 44,4 | 37,2 | 83,0 | 4,9 | 1,2 | 1,3 | 1,6 | 14,5 |
| Carriera  | Carriera           | 112 | 93 | 26,0 | 44,5 | 37,0 | 76,5 | 4,8 | 1,5 | 0,8 | 1,3 | 9,0  |

#### Massimi in carriera
- Massimo di punti: 34 vs Bucknell (5 marzo 2015)[8]
- Massimo di rimbalzi: 13 vs Navy (16 gennaio 2013)
- Massimo di assist: 5 (3 volte)
- Massimo di palle rubate: 4 (2 volte)
- Massimo di stoppate: 7 vs New Jersey Tech (21 dicembre 2013)
- Massimo di minuti giocati: 42 vs Bucknell (5 marzo 2015)

### NBA

#### Regular season
| Anno       | Squadra         | PG | PT | MP  | TC%  | 3P%  | TL%  | RP  | AP  | PRP | SP  | PP  |
| ---------- | --------------- | -- | -- | --- | ---- | ---- | ---- | --- | --- | --- | --- | --- |
| 2017-2018  | Toronto Raptors | 15 | 4  | 8,4 | 46,4 | 38,1 | 100  | 1,0 | 0,2 | 0,1 | 0,1 | 2,5 |
| 2018-2019† | Toronto Raptors | 10 | 0  | 6,7 | 42,3 | 47,6 | 75,0 | 0,5 | 0,1 | 0,1 | 0,1 | 3,5 |
| 2019-2020  | Toronto Raptors | 28 | 1  | 5,8 | 41,4 | 36,4 | 37,5 | 0,6 | 0,4 | 0,2 | 0,1 | 1,3 |
| Carriera   | Carriera        | 53 | 5  | 6,7 | 43,4 | 40,6 | 62,5 | 0,7 | 0,3 | 0,1 | 0,1 | 2,0 |

#### Play-off
| Anno     | Squadra         | PG | PT | MP  | TC%  | 3P%  | TL%  | RP  | AP  | PRP | SP  | PP  |
| -------- | --------------- | -- | -- | --- | ---- | ---- | ---- | --- | --- | --- | --- | --- |
| 2019†    | Toronto Raptors | 10 | 0  | 2,8 | 25,0 | 16,7 | 75,0 | 0,5 | 0,1 | 0,0 | 0,1 | 0,8 |
| 2020     | Toronto Raptors | 1  | 0  | 5,0 | 33,3 | 100  | -    | 0,0 | 0,0 | 0,0 | 0,0 | 3,0 |
| Carriera | Carriera        | 11 | 0  | 3,0 | 27,3 | 28,6 | 75,0 | 0,5 | 0,1 | 0,0 | 0,1 | 1,0 |

#### Massimi in carriera
- Massimo di punti: 13 vs New York Knicks (27 novembre 2019)[9]
- Massimo di rimbalzi: 6 vs Dallas Mavericks (22 dicembre 2019)
- Massimo di assist: 3 vs Denver Nuggets (14 agosto 2020)
- Massimo di palle rubate: 3 vs Dallas Mavericks (22 dicembre 2019)
- Massimo di stoppate: 2 vs Indiana Pacers (15 marzo 2018)
- Massimo di minuti giocati: 26 vs Denver Nuggets (14 agosto 2020)

## Palmarès

### Club
- Campionato NBA: 1

Toronto Raptors: 2018-19